# Adam Ruins Everything
Adam Ruins Everything je americký naučný komediální televizní seriál v hlavní roli s Adamem Conoverem. Vysílán je na stanici truTV od 29. září 2015 a do konce roku vzniklo 12 epizod. Dne 7. ledna 2016 bylo oznámeno, že první řada získá dalších 14 dílů, které budou odvysílány v létě a na podzim 2016. Série si klade za cíl posvítit na falešné dojmy a odhalovat falešné představy ve společnosti.